# When the Rain Begins to Fall
«When the Rain Begins to Fall» — песня в исполнении дуэта Джермейна Джексона и Пии Задоры. Была записана ими для научно-фантастического боевика «Путешествие рок-пришельцев» (1984), где Задора сыграла главную роль и Джексон тоже снимался.
Песня невысоко поднялась в хит-парадах англоязычных стран, но в континентальной Европе (Германии, Франции, Австрии, Швейцарии, Нидерландах) достигла самых вершин.
Джексон и Задора также записали версию песни на испанском языке Si Se Pone Llover.

## Сюжет
Через погодные метафоры песня воспевает любовь — сильную и устойчивую к любым испытаниям. В частности, мужчина сообщает своей возлюбленной, что, когда пойдёт дождь, он будет её солнцем.

## Чарты
| Чарт (1984—1985)                      | Высшая позиция |
| ------------------------------------- | -------------- |
| Австрия (Ö3 Austria Top 40)           | 2              |
| Бельгия/Фландрия (Ultratop 50)        | 1              |
| Франция (SNEP)                        | 1              |
| Германия (GfK)                        | 9              |
| Нидерланды (Single Top 100)           | 1              |
| Новая Зеландия (Recorded Music NZ)    | 15             |
| Швейцария (Schweizer Hitparade)       | 1              |
| Великобритания (OCC UK Singles)       | 68             |
| США (Billboard Hot 100)               | 54             |
| США (Billboard Hot R&B/Hip-Hop Songs) | 61             |
| США (Billboard Dance Club Songs)      | 22             |